# Калмакуль
Калмаку́ль — деревня в Саргатском районе Омской области России. В составе Щербакинского сельского поселения.

## История
Основана в 1822 году. В 1928 году состояла из 44 хозяйств, основное население — русские. Входила в состав Беспаловского сельсовета Саргатского района Омского округа Сибирского края.

## Население
| 1926 | 2010 |
| ---- | ---- |
| 231  | ↘107 |